# Neoluederitzia
- Commons
- Wikispecies

Neoluederitzia é um género botânico pertencente à família Zygophyllaceae.

## Espécies
- Neoluederitzia sericeocarpa Schinz

1. ↑  «Neoluederitzia — World Flora Online». www.worldfloraonline.org. Consultado em 19 de agosto de 2020